# 甲状腺

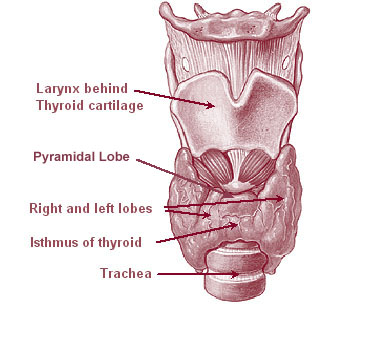
甲状腺と周囲の組織 図最上部は舌骨、次いで甲状軟骨後方の喉頭 (Larynx)、甲状腺錐体葉 (Pyramidal lobe)、左葉と右葉、甲状腺峡部 (Isthmus of thyroid)、気管 (Trachea) が描かれている。

甲状腺（こうじょうせん、Thyroid gland）とは、頚部前面に位置する内分泌器官。甲状腺ホルモン（トリヨードチロニン、チロキシン、カルシトニンなど）を分泌する。

## 構造
ヒトの甲状腺は、重さが15～20 g程度、上下方向に3～5 cm程度の長さがあり、H型（あるいは蝶が翅を広げたような形）をしていて、のどの部分で、甲状軟骨のやや下方に位置し、気管を前面から囲むように存在する。H型とは、甲状腺の左右の部分（右葉、左葉と呼ばれる）が上下にのびて発達しており、それらは、幅の狭い中央部（峡部）でつながっている。発生的には受精後に内胚葉から組織形成される器官である。
超音波断層検査において、甲状腺の大きさは上下長が5cmまで、前後厚は1.5cmまで、峡部厚は4mmまでが正常とされている。

### 支持組織
甲状腺を支持しているのはベリー靱帯であり、気管に固定されている。
頭側から下方に舌骨・甲状軟骨・輪状軟骨・気管の順に並んでおり、甲状腺峡部は輪状軟骨の下方で気管をまたいでいる。

### 血行
甲状腺には、上部からは外頚動脈の枝である上甲状腺動脈が、下部からは鎖骨下動脈の枝である下甲状腺動脈が入り、栄養を供給している。

### 組織
甲状腺の組織は、さまざまな直径の甲状腺濾胞（甲状腺小胞） (thyroid follicle) と呼ばれる球状の袋がびっしりと詰まっている。濾胞の壁は濾胞上皮細胞と呼ばれる細胞が一層に並んでつくられており、この細胞が甲状腺ホルモンを分泌する細胞である。濾胞内にはコロイドと呼ばれるゼラチン状の物質が蓄積されている。コロイドの主成分はチログロブリンと呼ばれる甲状腺ホルモンの前駆体である。
また、濾胞の外側には、上皮細胞に接して別種の細胞がところどころに存在しており、濾胞傍細胞 (parafollicular cell) またはC細胞 (C cell) と呼ばれる。この傍濾胞細胞がカルシトニンを分泌する。濾胞の隙間には結合組織があるが、ここには毛細血管が非常によく発達している。
甲状腺にはヨウ素が蓄積することが知られており、チェルノブイリ原子力発電所事故の際には小児の甲状腺にヨウ素131が蓄積して癌化する例が見られた。ヨウ素の吸収量には上限があるため、事前にヨウ素剤（劇物であるので注意）を経口飲用することで放射性ヨウ素を吸収させないといった処方がよく知られている。

## 身体所見
- 甲状腺の視診では，顎の先端から下方の接線方向に照明を当てて輪状軟骨の下に甲状腺を目視する。
- 甲状腺を触診するには、胸鎖乳突筋を弛緩させるために，頸部をわずかに前屈させて触診する。患者の背部から、示指を輪状軟骨の下にあてて両手の指を患者の頸部におき、患者に唾液を嚥下させて頭側へ移動する甲状腺を触診する。
- 甲状腺側葉に聴診器をあてて甲状腺の血管性雑音を聴診する。
- 甲状腺は正常でも触れることがある。触れるからと言って腫大しているとは限らない。

## 甲状腺に関連する疾患
- 甲状腺機能亢進症
  - バセドウ病
  - プランマー病
  - 甲状腺クリーゼ
  - 亜急性甲状腺炎
  - 下垂体腺腫
- 甲状腺機能低下症
  - 慢性甲状腺炎（橋本病）
  - 先天性甲状腺機能低下症（クレチン症）
- 甲状腺炎
  - 無痛性甲状腺炎
  - 亜急性甲状腺炎
  - 慢性甲状腺炎
  - 急性化膿性甲状腺炎
- 腫瘍
  - 甲状腺腫(diffuse goiter)
  - 甲状腺腺腫(adenoma)
  - 甲状腺癌(carcinoma)

## 甲状腺機能検査
甲状腺疾患を疑った場合の検査法を以下にまとめる。
1. 医原性（甲状腺ホルモン剤の服用、甲状腺の手術、放射線治療の既往）のもの、妊娠の有無を確認する。
2. 甲状腺腫の性状を観察する。可能ならば超音波検査で評価する。
3. 甲状腺疼痛の有無を確認する。
4. 甲状腺刺激ホルモン(TSH; thyroid-stimulating hormone)、遊離チロキシン(FT4; Free  thyroxine (T4))の測定を行う。この時、橋本病を疑うのならば甲状腺グロブリン抗体(TgAb)をバセドウ病を疑うのならばTSH受容体抗体を測定する。日本では食事由来ヨード摂取率の違いも関与し、橋本病ではTgAbが抗甲状腺ペルオキシダーゼ抗体(TPOAb)に比べ感度が高い[1]。

測定したTSH、FT4の値から疾患を想定することができる。TSH、FT4の値に関係なく甲状腺の疼痛が強い場合、亜急性甲状腺炎であることが多いが、未分化腫瘍内出血、亜急性化膿性甲状腺炎を視野にいれて鑑別をすすめる。チログロブリンは多様な疾患で上昇するため、鑑別診断にはあまり用いられない。

### TSHが感度以下、FT4が高値か正常
甲状腺ホルモン亢進症や破壊性甲状腺中毒症である。頻度としてはバセドウ病が最も多いが、無痛性甲状腺炎、亜急性甲状腺炎なども考えられる。

### TSHが高値、FT4が低値か正常
甲状腺機能低下症であることが多い。ほとんどが橋本病か萎縮性甲状腺炎である。

### TSHが正常、FT4が正常
甲状腺機能に異常はないが甲状腺腫があるという状態である。単純性甲状腺腫、橋本病などびまん性甲状腺腫の他、乳頭癌や腺腫症甲状腺腫など結節性甲状腺腫の場合がある。

### それ以外
TSHとFT4の値に乖離が見られる場合は、視床下部、下垂体の異常や甲状腺機能異常の治療中に認められる一時的な下垂体の反応異常、生理的なもの、FT4やTSHの測定に干渉する物質の存在などが考えられる。FT4は甲状腺にかなりの備蓄があるが極度の運動、消耗性疾患や妊娠などで消費されて低下し、甲状腺製剤の投与により上昇するが、それに反応してTSHのフィードバックが効果を発揮するにはある程度の時間を要するので、FT4とTSHの正常な関係を把握するにはある程度経時的に計測する必要がある。通常は３ヶ月ないし半年に１回程度の計測で十分だが、急性期には１ヶ月毎に計測する必要がある。

## 甲状腺画像診断
- 超音波断層撮影

甲状腺の正常重量は、男性 15 - 35g, 女性 10 - 25gである。推測式; (甲状腺水平断での最大断面の面積) X 5 = (甲状腺重量) によりおおよその重量が推測できる。
- X線写真
- コンピュータ断層撮影(CT)

下垂体性甲状腺疾患の除外のため、頭部CTを撮影することがある。
- 核磁気共鳴画像法(MRI)

甲状腺の腫瘤検査の他に、眼窩MRIによる外眼筋肥大を検査する。